# Einar Utzon-Frank
Aksel Einar Utzon-Frank (født 30. marts 1888 på Frederiksberg, død 15. juli 1955 i Asserbo) var en dansk billedhugger og professor.
Utzon-Frank var søn af Jens Christian Frank og Anna Cathrine Utzon. Anna Cathrine var søster til arkitekten Jørn Utzon's farfar Hans Jørgen Utzon.
Utzon-Frank var uddannet maler, men fik smag for arbejdet med skulpturer og blev i 1906 optaget på Kunstakademiet, hvor han gik et enkelt semester. Her mødte han Kai Nielsen, som han blev ven med. Utzon-Frank blev i 1908 gift med Gerda Harriet Margrete Christensen, som han fik en datter med, Grete Utzon-Frank (1909 – 1973). Han debuterede med en udstilling på Charlottenborg i 1907.
Einar Utzon-Frank var bl.a. inspireret af Constantin Meunier. Han foretog flere studierejser i Europa 1912-1913 bl.a. til München, Firenze, Berlin, Rom og Paris, hvor han så klassisk kunst, der inspirerede ham i sit eget arbejde. Hans formsprog var tydeligt funderet i klassicismen og fulgte traditionen fra Bertel Thorvaldsen, men ofte er Einar Utzon-Frank kendetegnet ved et unikt raffineret og stiliseret udtryk. Fra 1916 udstillede han på Den Frie Udstilling.
Som 30-årig blev han i 1918 udnævnt til professor ved Kunstakademiet, hvor han var til 1955. I sin undervisning lagde han vægt på de håndværksmæssige kundskaber. Han blev inspirationskilde for flere generationer af billedhuggere – eksempelvis Henry Heerup, Sigrid Lütken, Janus Kamban og Anne Marie Carl-Nielsen.
Utzon-Frank var i løbet af sin karriere meget produktiv, og han fik mange offentlige opgaver. I 1944 modtog han Thorvaldsen Medaillen for sit virke. Han var Kommandør af 1. grad af Dannebrog og Dannebrogsmand.
Han er begravet på Vestre Kirkegård i København. Hans søn Bomand Utzon-Frank blev også billedhugger.

## Arbejder i udvalg
- Afrodite (1914, bronze 1915, Statens Museum for Kunst)
- Atalante (bronze 1916, Rådhusparken, Århus)
- Gravmonument over vennen, billedhugger Georg Ulmer, 1920 (Assistens Kirkegaard).
- Mindesten for Johan Thomas Lundbye (1923, Bedsted)
- Slangedræberen (bronze 1924, Københavns Politigård)
- Beatrice (bronze 1924)
- Hamlets Grav (granit 1926, Marienlyst Slot, Helsingør)
- Erik af Pommerns Mindebrønd (bronze 1926, Axeltorv, Helsingør)
- Opstandelse (kunststen 1927, Ordrup Kapel, Ordrup)
- Udsmykning (1927-1929, Søndermark Krematorium, København)
- Mindesmærke for Kalmarunionen med Dronning Margrete 1. som den centrale figur (1931, Kongeporten, Christiansborg Slot)
- Vejrpigerne (bronze 1936, Richshuset, Rådhuspladsen 16, København)
- Flyvermindesmærket (1938, Christianshavns Vold, København)
- Statue af Bertel Thorvaldsen (bronze og granit 1943, Ørstedsparken, København)
- Rytterstatue af Christian 5. (bly 1946, rekonstruktion af Abraham César Lamoureuxs statue, Kongens Nytorv, København)
- Statue af Knud den Hellige (bronze 1953, I. Vilh. Werners Plads, Odense)
- Rytterstatue af Christian 10. (bronze 1954, Sankt Annæ Plads, København)
- Sarkofag for Frederik 8. (Roskilde Domkirke)